# Uloborus penicillatoides
Espèce
Uloborus penicillatoides est une espèce d'araignées aranéomorphes de la famille des Uloboridae.

## Distribution
Cette espèce est endémique du Hunan en Chine,..

## Publication originale
- Xie, Peng, Zhang, Gong & Kim, 1997 : Five new species of the family Uloboridae (Arachnida: Araneae) from China. Korean Arachnology, vol. 13, no 2, p. 33-39.